# Ромодановский, Андрей Васильевич
Князь Андрей Васильевич Ромодановский — московский дворянин, воевода и наместник во времена правления Ивана IV Васильевича Грозного.
Из княжеского рода Ромодановские. Единственный сын князя Василия Семёновича Ромодановского по прозванию «Нагай или Нагой», упомянутого в 1520—1521 годах головою в Тарусе.

## Биография
В 1547 году второй воевода Сторожевого полка в походе из Мурома на Казанское ханство. В 1549 году второй воевода в Василь-городе «за городом», а после воевода войск левой руки в Муроме. В 1550 годах наместник на Плёсе. В этом же году записан тысяцким второй статьи из Стародубских князей, в октябре записан девятнадцатым во вторую статью московских дворян. В апреле 1551 года послан вторым воеводой войск левой руки судовой рати для охраны строящегося на реке Свияга города Свияжск, куда приплыл в мае и для возведения на казанский престол царя Шихалея.
Умер до августа 1551 года, когда по нём дал вклад в Троице-Сергиев монастырь его дядя князь Пётр Борисович Ромодановский, а в марте 1552 года по нём же сделал вклад его сын князь Афанасий Андреевич.

## Семья
От брака с № Дмитриевной Загряжской, в иночестве Анастасия, сестрой дьяка Григория Дмитриевича Загряжского имел детей:
- Князь Ромодановский Афанасий Андреевич — в сентябре 1570 года воевода в Чернигове.
- Князь Ромодановский Василий Андреевич — известен по родословным.

## Критика
П. Н. Петров в «Истории российского дворянства» первоначально правильно отмечает, что у князя Петра Семёновича был брат, князь Василий (Семёнович) Нагой, имевший сына Андрея (Васильевича), но потом почему то показывает, Андрея с отчеством Петрович (отчество брата Петра Семёновича) и упоминает у него детей князей Афанасия и Василия Андреевичей. Является ошибкой отчество Петрович и не подтверждаются трудах у М. Г. Спиридова, П. В. Долгорукова и поколенной росписи князей Ромодановский поданной в 1682 году в Палату родословных дел.